# Petteri Pennanen
Petteri Pennanen (Kuopio, 19 settembre 1990) è un calciatore finlandese, centrocampista del KuPS.

## Carriera

### Club
Ha giocato nella prima divisione dei campionati finlandese ed indonesiano.

### Nazionale
Ha giocato nella nazionale finlandese Under-21.
Nel 2013 ha giocato una partita con la nazionale maggiore finlandese.

## Palmarès

### Club

#### Competizioni nazionali
- Campionato olandese: 1

Twente: 2009-2010
- Supercoppa dei Paesi Bassi: 1

Twente: 2010
- Liigacup: 1

TPS: 2012
- Campionato finlandese: 2

KuPS: 2019, 2024
- Coppa di Finlandia: 1

KuPS: 2024